# Polonia en la Copa Mundial de Fútbol de 1986
La selección de Polonia fue uno de los 24 países participantes de la Copa Mundial de Fútbol de 1986, realizada en México. El seleccionado polaco clasificó a la cita de México, tras obtener el primer puesto del Grupo 4 de la eliminatoria de la UEFA por diferencia de goles, a pesar de que terminó empatado con su similar de Bélgica, equipo que también clasificó al Mundial, superando a su vecino Holanda, por la vía del repechaje.

## Clasificación

### Grupo 1

#### Tabla de posiciones
| Equipo  | Pts | PJ | PG | PE | PP | GF | GC | Dif |
| ------- | --- | -- | -- | -- | -- | -- | -- | --- |
| Polonia | 8   | 6  | 3  | 2  | 1  | 10 | 6  | 4   |
| Bélgica | 8   | 6  | 3  | 2  | 1  | 7  | 3  | 4   |
| Albania | 4   | 6  | 1  | 2  | 3  | 6  | 9  | -3  |
| Grecia  | 4   | 6  | 1  | 2  | 3  | 5  | 10 | -5  |

### Partidos
| Fecha                    | Lugar    | Partido | Partido            | Partido | Partido            | Partido |
| ------------------------ | -------- | ------- | ------------------ | ------- | ------------------ | ------- |
| 17 de octubre de 1984    | Zabrze   | Polonia | Bandera de Polonia | 3:1     | Bandera de Grecia  | Grecia  |
| 31 de octubre de 1984    | Mielec   | Polonia | Bandera de Polonia | 2:2     | Bandera de Albania | Albania |
| 1 de mayo de 1985        | Bruselas | Bélgica | Bandera de Bélgica | 2:0     | Bandera de Polonia | Polonia |
| 19 de mayo de 1985       | Atenas   | Grecia  | Bandera de Grecia  | 1:4     | Bandera de Polonia | Polonia |
| 30 de mayo de 1985       | Tirana   | Albania | Bandera de Albania | 0:1     | Bandera de Polonia | Polonia |
| 11 de septiembre de 1985 | Chorzów  | Polonia | Bandera de Polonia | 0:0     | Bandera de Bélgica | Bélgica |

## Jugadores
| #  | Nombre                 | Posición      | Edad | Club           |
| -- | ---------------------- | ------------- | ---- | -------------- |
| 1  | Józef Młynarczyk       | Portero       | 32   | FC Porto       |
| 2  | Kazimierz Przybyś      | Defensor      | 25   | Widzew Łódź    |
| 3  | Władysław Żmuda        | Defensor      | 31   | Cremonese      |
| 4  | Marek Ostrowski        | Defensor      | 26   | Pogoń Szczecin |
| 5  | Roman Wójcicki         | Defensor      | 28   | Widzew Łódź    |
| 6  | Waldemar Matysik       | Mediocampista | 24   | Górnik Zabrze  |
| 7  | Ryszard Tarasiewicz    | Mediocampista | 24   | Śląsk Wrocław  |
| 8  | Jan Urban              | Delantero     | 24   | Górnik Zabrze  |
| 9  | Jan Karaś              | Mediocampista | 27   | Legia Varsovia |
| 10 | Stefan Majewski        | Defensor      | 30   | Kaiserslautern |
| 11 | Wlodzimierz Smolarek † | Mediocampista | 28   | Widzew Łódź    |
| 12 | Jacek Kazimierski      | Portero       | 26   | Legia Varsovia |
| 13 | Ryszard Komornicki     | Mediocampista | 26   | Górnik Zabrze  |
| 14 | Dariusz Kubicki        | Defensor      | 22   | Legia Varsovia |
| 15 | Andrzej Buncol         | Mediocampista | 26   | Legia Varsovia |
| 16 | Andrzej Pałasz         | Delantero     | 25   | Górnik Zabrze  |
| 17 | Andrzej Zgutczyński    | Mediocampista | 23   | Górnik Zabrze  |
| 18 | Krzysztof Pawlak       | Defensor      | 27   | Lech Poznań    |
| 19 | Józef Wandzik          | Portero       | 23   | Górnik Zabrze  |
| 20 | Zbigniew Boniek        | Mediocampista | 30   | Roma           |
| 21 | Dariusz Dziekanowski   | Mediocampista | 23   | Legia Varsovia |
| 22 | Jan Furtok             | Delantero     | 24   | GKS Katowice   |
| DT | Antoni Piechniczek     |               |      |                |

## Participación

### Primera ronda

#### Grupo F
| Equipo     | Pts | PJ | PG | PE | PP | GF | GC | Dif |
| ---------- | --- | -- | -- | -- | -- | -- | -- | --- |
| Marruecos  | 4   | 3  | 1  | 2  | 0  | 3  | 1  | 2   |
| Inglaterra | 3   | 3  | 1  | 1  | 1  | 3  | 1  | 2   |
| Polonia    | 3   | 3  | 1  | 1  | 1  | 1  | 3  | -2  |
| Portugal   | 2   | 3  | 1  | 0  | 2  | 2  | 4  | -2  |

| 2 de junio de 1986, 16:00 | Marruecos | 0:0     | Polonia | Estadio Universitario, Monterrey                                               |                                                                                |
|                           |           | Reporte |         | Asistencia: 19.900 espectadores Árbitro(s): José Luis Martínez Bazán (Uruguay) | Asistencia: 19.900 espectadores Árbitro(s): José Luis Martínez Bazán (Uruguay) |

| 7 de junio de 1986, 16:00 | Polonia      | 1:0 (0:0) | Portugal | Estadio Universitario, Monterrey                                  |                                                                   |
|                           | Smolarek 68' | Reporte   |          | Asistencia: 19.915 espectadores Árbitro(s): Ali Bennaceur (Túnez) | Asistencia: 19.915 espectadores Árbitro(s): Ali Bennaceur (Túnez) |

| 11 de junio de 1986, 16:00 | Inglaterra           | 3:0 (3:0) | Polonia | Estadio Universitario, Monterrey                                |                                                                 |
|                            | Lineker 9', 14', 34' | Reporte   |         | Asistencia: 22.700 espectadores Árbitro(s): Andre Daina (Suiza) | Asistencia: 22.700 espectadores Árbitro(s): Andre Daina (Suiza) |

### Mejores terceros
Los cuatro mejores equipos de estos seis se determinó de la siguiente manera:
- Mayor número de puntos obtenidos en todos los partidos de grupo;
- Diferencia de goles en todos los partidos de grupo;
- Mayor número de goles marcados en todos los partidos de grupo;
- Sorteo por parte de la comisión organizadora de la FIFA.

| Equipo            | Gr | Pts | PJ | PG | PE | PP | GF | GC | Dif |
| ----------------- | -- | --- | -- | -- | -- | -- | -- | -- | --- |
| Bélgica           | B  | 3   | 3  | 1  | 1  | 1  | 5  | 5  | 0   |
| Polonia           | F  | 3   | 3  | 1  | 1  | 1  | 1  | 3  | -2  |
| Bulgaria          | A  | 2   | 3  | 0  | 2  | 1  | 2  | 4  | -2  |
| Uruguay           | E  | 2   | 3  | 0  | 2  | 1  | 2  | 7  | -5  |
| Hungría           | C  | 2   | 3  | 1  | 0  | 2  | 2  | 9  | -7  |
| Irlanda del Norte | D  | 1   | 3  | 0  | 1  | 2  | 2  | 6  | -4  |

### Octavos de final
| 16 de junio de 1986, 12:00 | Brasil                                                             | 4:0 (1:0) | Polonia | Estadio Jalisco, Guadalajara                                               |                                                                            |
|                            | Sócrates 30' (pen.) · Josimar 55' · Edinho 79' · Careca 83' (pen.) | Reporte   |         | Asistencia: 45.000 espectadores Árbitro(s): Volker Roth (Alemania Federal) | Asistencia: 45.000 espectadores Árbitro(s): Volker Roth (Alemania Federal) |